# Cucina oceanica

La cucina oceanica nel mondo.

Cucina oceanica diffusione nello specifico.

La cucina oceanica è l’insieme e la mescolanza delle cucine presenti nei paesi oceanici, le culture culinarie più affermate nel contenente sono: quella dell'Australia, della Nuova Zelanda e della Papua Nuova Guinea, ma anche quelle di molte altre isole o arcipelaghi dell'Oceania.

## Metodi di cottura
Uno degli stili di cottura più caratteristici dell'Oceania è il forno di terra, un metodo che prevede di adagiare il cibo su rocce molto calde o di seppellirlo nella terra. Questa tecnica è nata in Papua Nuova Guinea dove le giornate sono molto calde e le rocce e il suolo raggiungono temperature sufficienti a cuocere un alimento.  La tecnica è stata successivamente diffusa dai navigatori austronesiani in tutto il resto del continente.

## Alimenti di base
Poiché la regione dell'Oceania è costituita da isole, i frutti di mare sono una parte importante della dieta, mentre le verdure come patate, patate dolci e taro sono l'amido principale. La noce di cocco e i suoi derivati, come il latte di cocco, l'olio di cocco e lo zucchero di cocco, sono un ingrediente importante nei tropici dell'Oceania.

## Regione australiana
Oltre che dal clima e dalla disponibilità di prodotti, la cucina australiana è stata influenzata dalla cucina dei coloni arrivati in Australia. Il periodo coloniale britannico ha creato una forte base di interesse per le ricette e i metodi in stile anglo-celtico. Le influenze successive si sono sviluppate grazie all'immigrazione multiculturale come la cucina cinese, giapponese, malese, tailandese e vietnamita. Le influenze della cucina mediterranea provengono nello specifico dalla cucina greca, dalla cucina italiana e dalla cucina libanese, ma anche dalla cucina francese, dalla cucina indiana, dalla cucina spagnola, dalla cucina turca, dalla cucina tedesca e dalla cucina africana. Le cucine regionali australiane utilizzano comunemente verdure coltivate localmente in base alla disponibilità stagionale, e l'Australia ha anche grandi regioni di coltivazione della frutta. La varietà di mele Granny Smith è nata a Sydney, in Australia, nel 1868. Negli Stati meridionali di Victoria e South Australia, in particolare nella Barossa Valley, i vini e i cibi riflettono le tradizioni e il patrimonio della regione. Il clima australiano ha reso comune il barbecue. Le bancarelle di barbecue che vendono salsicce e cipolle fritte su pane bianco con pomodoro o salsa barbecue sono molto comuni.

## Regione malese
I dolci o gli spuntini sono comuni nella regione malese e vengono consumati tra un pasto e l'altro, spesso assieme al tè del mattino e il tè del pomeriggio. Tra i più comuni ci sono le torte ripiene di crema pasticcera, zucca o ananas. Anche i budini al vapore sono comuni, che sono ricchi di zuccheri e grassi. La maggior parte della popolazione utilizza come ingredienti principali la crema di cocco, lo zucchero caramellato per dare il colore, la farina e il lievito. Il composto del budino viene versato in teglie e cotto al vapore per 1-2 ore. Per migliorare il sapore, a volte si aggiunge cannella o uvetta. Con la manioca si preparano anche alcuni dolci. La manioca viene prima grattugiata e poi aggiunta al posto dello zucchero. Viene poi avvolta in foglie di banano e cotta al vapore. Il budino di zucchero bruciato (purini o pudini) è uno dei dolci più popolari della cucina figiana. Il vakalolo è un dolce tradizionale a base di manioca, cocco, radice di zenzero, zucchero e chiodi di garofano, poi cotto al vapore in una foglia di banano.

## Regione micronesiana
La cucina delle Isole Marianne è di tipo tropicale e comprende piatti come il Kelaguen e il Te tuae.
La cucina marshallese comprende i piatti e le abitudini alimentari delle Isole Marshall e include cibi locali come il pane, la radice di taro, il pandano e i frutti di mare.
La cucina palauense comprende alimenti locali come la manioca, il taro, l'igname, le patate, il pesce e il maiale.

## Regione polinesiana
La cucina polinesiana comprende le culture culinarie della Polinesia, un'area definita in particolare come il Triangolo Polinesiano e, occasionalmente, le zone confinanti della Polinesia che sono state colonizzate dai navigatori polinesiani. La vasta area della Polinesia ha avuto una grande influenza sulla cucina stessa, che si differenzia in base al clima, alla geografia e ai gruppi di isole vicine, come la pratica di raccogliere e bollire la linfa di cocco negli atolli da parte dei popoli micronesiani o la raccolta e la lavorazione del sago da parte dei melanesiani. La cucina polinesiana è stata influenzata dagli ingredienti e dalle preparazioni tradizionali dei polinesiani, oltre che dalle cucine europee, asiatiche e americane. La cucina polinesiana ha influenzato a sua volta la cucina malgascia.